# Opsibidion flavocinctum
Opsibidion flavocinctum là một loài bọ cánh cứng trong họ Cerambycidae.